# A Wife in a Hurry
A Wife in a Hurry è un cortometraggio muto del 1916 diretto da W.P. Kellino.

## Trama
Un'ereditiera è obbligata a sposarsi nel giro di 24 ore.

## Produzione
Il film fu prodotto dalla Homeland.

## Distribuzione
Distribuito dalla Butcher's Film Service, il film - un cortometraggio in tre bobine - uscì nelle sale cinematografiche britanniche nell'ottobre 1916.